# 全天球カメラ
全天球カメラ（ぜんてんきゅうカメラ）は、上下左右全方位の360度パノラマ写真、及び360度動画の撮れる撮影装置。360°カメラ、VRカメラ、全方位カメラとも呼ばれる。

## 特徴

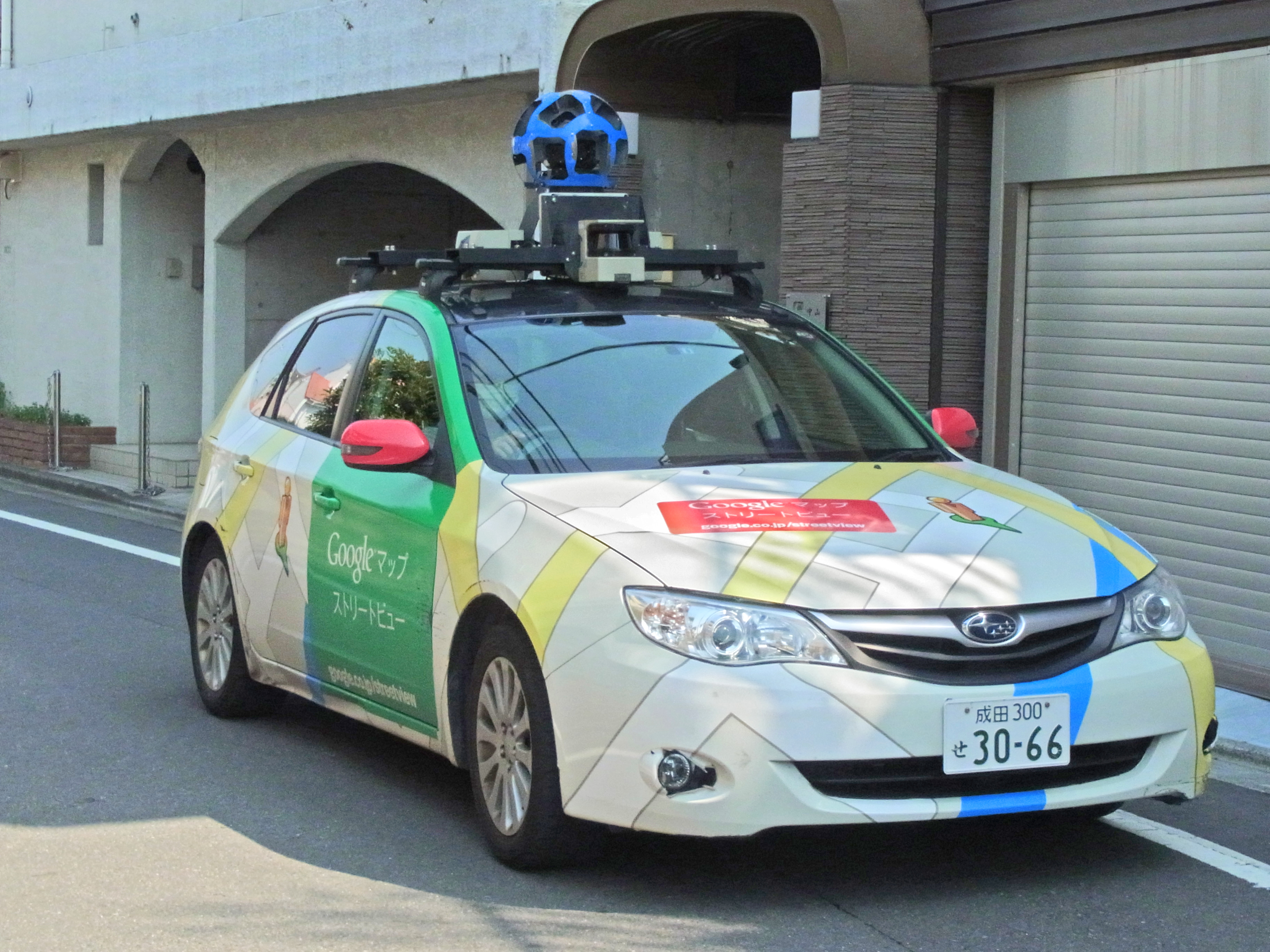
Googleストリートビューの撮影に利用される車両。屋根上に全天球カメラを搭載している。

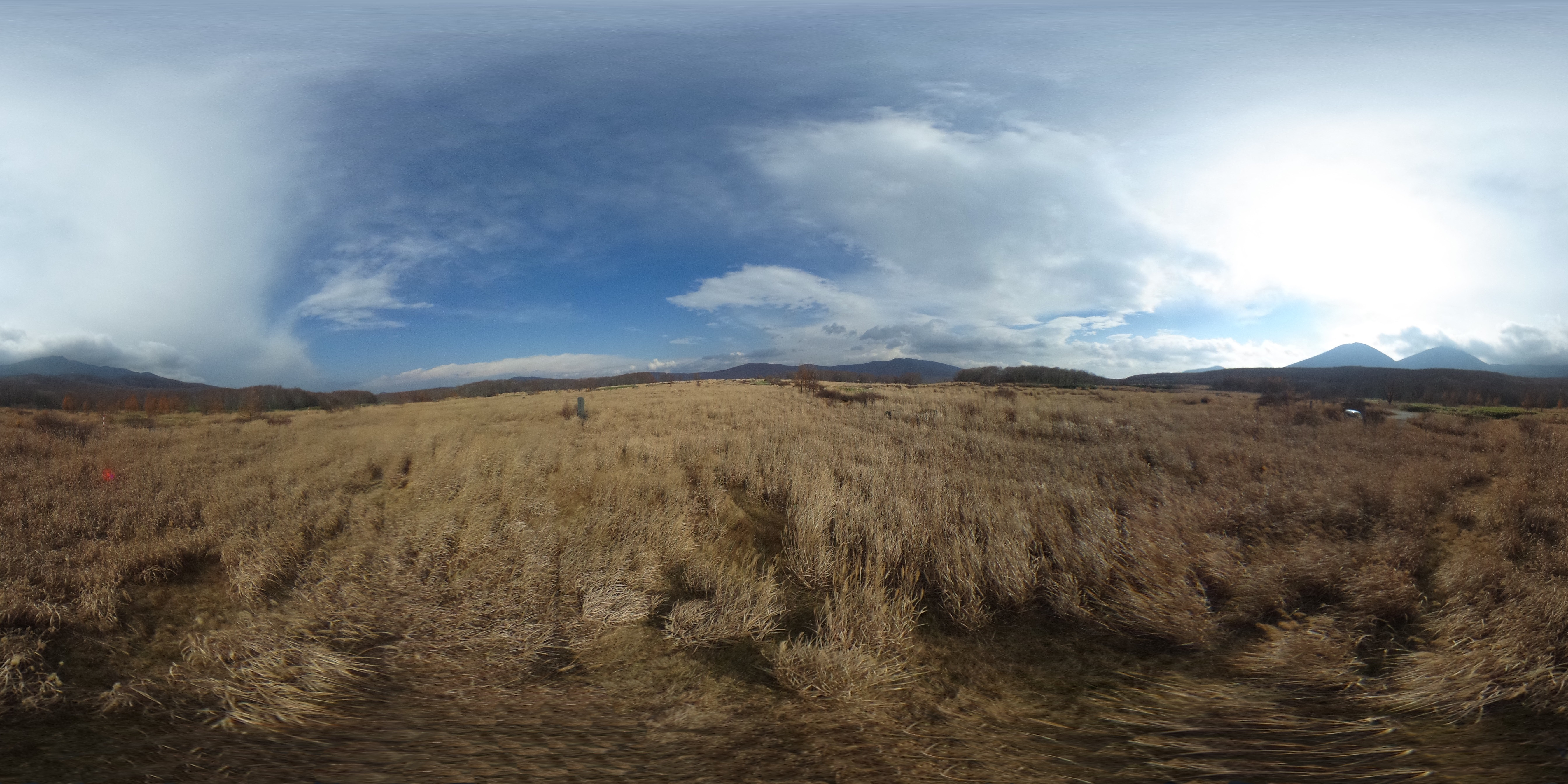
RICOH THETAで撮影した全天球画像データ。Googleマップにアップロードすることでストリートビューとして閲覧できる。画像は2：1の比率で5000ｘ2500pix以上あれば、他にもステッチソフトを使用して生成したものでもストリートビューとして機能する

通常、360度パノラマ画像を作成する場合は、ある一点から全方位の写真を数十枚撮影してコンピュータ上で合成処理する必要があるが、全天球カメラを利用すれば一度の撮影でパノラマ画像が作成できる。
カメラ本体の主な特徴は、全視野撮影できるように複数台のカメラを合体改造させたGoogle ストリートビュー撮影装置や、RICOH THETAのように魚眼レンズを前後2つ装備したものもある。
ストリートビューは、下部に車両が写ってしまうため、パッチ処理によって擬似的に上下方向の360度写真を実現している。
専用デバイスだけではなく、スマートフォンのアプリケーション上で同等の機能を実現するものもある。ただし、スマートフォンに搭載された一般的なカメラを用いる以上、ガイドに従って全方位の写真を1枚ずつ撮影する必要がある。また広角レンズを用いて上下左右など4枚から6枚ほどの通常写真を撮影後、編集ソフトを用いてスティッチング処理を行い1枚の360度パノラマ写真を作成することも出来る。スティッチング処理にはソフト編集の手間と一定の技術が必要となるが、全天球カメラはこれらの編集処理をカメラ内で自動で行うことができるため特別な技術が不要となり360度パノラマ写真及び動画の作成をより容易に扱えるようにした点が特徴といえる。近年のバーチャルリアリティへの関心の高まりとともに360度パノラマ写真及び360度動画への注目も集まってきており、2016年以降さまざまな全天球カメラが世界各国のメーカーより発売されている。またFacebookやYouTubeなどの大手プラットフォームが360度コンテンツの投稿に対応したことで、全天球カメラで撮影された360度パノラマ写真や動画をネット上で眼にする機会も増えてきた。

### 閲覧方法
オフラインで360度写真及び動画を立体的に閲覧するには専用のアプリケーションが必要となる。拡張子は一般的に.jpegや.mp4形式となっており通常の写真ソフトやWindows Media Playerなどの360度動画未対応のアプリケーションで再生することも一応は可能である。ただし未対応アプリケーションでの再生の場合、元のデータがそのまま平面状に再生される。全天球カメラを発売している各デバイスメーカーの多くは専用の再生アプリケーションを提供している。
またオフラインでの再生だけでなく、360度パノラマ写真及び360度動画に対応しているSNSプラットフォーム上にアップロードすればオンライン上で専用アプリケーション無しに再生・シェアすることも可能になった。

### 代表的な閲覧・編集アプリケーション
閲覧のみ及び閲覧・編集が可能なアプリケーションが存在する。また無料ソフトか有料ソフトかによって編集機能も多岐にわたる。
- Adobe Premiere Pro CC
- Adobe Photoshop CC
- PowerDirector 15
- FinalCutPro
- VLC media player 3.0
- GOM Player(v2.3.5.5258)
- RICOH THETA専用アプリ
- Insta360 Studio

### 対応プラットフォーム
- Facebook
- YouTube
- Twitter
- LINE
- Instagram
- SHOWROOM
- ハコスコ
- niconico VR
- 360Channel

### 代表的な製品
- RICOH THETA
- Insta360シリーズ
- KeyMission 360
- Garmin VIRB 360
- GoPro Fusion